# Zatypota crassipes
Zatypota crassipes är en stekelart som beskrevs av Henry Keith Townes, Jr. 1960. Zatypota crassipes ingår i släktet Zatypota och familjen brokparasitsteklar. Inga underarter finns listade i Catalogue of Life.